# Pyrogallol
Le pyrogallol, benzène-1,2,3-triol ou 1,2,3-trihydroxybenzène est un composé aromatique de formule C6H6O3. C'est l'un des trois isomères du benzènetriol, les deux autres étant le phloroglucinol et l'hydroxyquinol. Il se présente sous la forme d'un solide cristallin de couleur blanche, inodore, qui devient gris si exposé à l'air et à la lumière. Historiquement, il a été utilisé comme réducteur en photographie argentique. On le trouve à l'état naturel dans les noix de galle, d'où la racine de son nom associé au préfixe pyro.

## Synthèse
Il a été préparé pour la première fois par Carl Wilhelm Scheele en 1786 en chauffant de l'acide gallique. Une autre préparation possible est le chauffage de l'acide parachlorophénoldisulfonique en présence de potasse.

## Propriétés
En solution basique, il absorbe facilement l'eau, teintant une solution à l'origine incolore en violet.
Le pyrogallol possède aussi des propriétés antiseptiques.

## Utilisations
- En chimie, du fait qu'il absorbe l'oxygène, il peut être utilisé pour piéger des traces d'oxygène résiduel dans un système devant rester anoxique, ou parfois encore pour mesurer le taux d'oxygène dans un mélange gazeux : par exemple dans l'appareil orsat.
- Il a été et est encore parfois utilisé dans certaines teintures pour cheveux, mais cet usage est à présent restreint, le pyrogallol étant soupçonné d'être toxique.
- Historiquement, le pyrogallol a servi de révélateur pour les tirages en noir et blanc. À quelques exceptions, pour des usages spécifiques, cet usage est grandement révolu et on préfère actuellement utiliser des développeurs comme l'hydroquinone.

### Utilisation en photographie
Bien que populaire agent de développement photographique au XIXe siècle et début du XXe siècle, le pyrogallol est largement tombé en désuétude dans les années 1920, bien que toujours utilisé par quelques grands photographes, tels Edward Weston. Il avait en effet la réputation d'avoir un comportement erratique et d'être peu fiable en raison probablement de ses propriétés rédox. Le pyrogallol a connu un renouveau à partir des années 1980, largement grâce aux efforts de Gordon Hutchings. Ce dernier a étudié pendant plus d'une décennie des dérivés du pyrogallol, et en produisit un qu'il nomma PMK (pour ses principaux ingrédients, pyrogallol, métol, et kodalk (métaborate de sodium de la marque Kodak)).